# 緒川春
笹倉杏（日语：笹倉杏，1987年10月27日—），日本AV女優。所屬事務所是GLANZPRO（舊サンプロ）。

## 簡歷
- 2016年2月以OPPAI的專屬女優身分出道，是一位巨乳的AV女優[5]。同年9月為Fitch的專屬[6][7]並演出4部作品（其中1部是Madonna[8]）。

- 2017年脫離專屬女優身分。

- 2018年2月就任於h.m.p得宣傳部[9][10]，2020年5月離職[11]。

- 2018年11月在「スカパー!アダルト放送大賞2019」的女優賞和作品賞中被提名[12][13]。

- 2019年5月建立YouTube頻道「あーちゃんネル」。

- 2020年5月開始販售寫真集[14][15]。

- 2022年5月20日，趁著原本的GLANZ PRO事務所更名為「LiStar」，也一併更名為「緒川はる」，並且公佈實際年齢（1987年4月1日出生）

## 人物
從小開始學鋼琴，但在大眾面前會緊張。
2021年於YouTube頻道「あーちゃんネル」上宣布體重從超過60公斤減到42公斤。

## 外部連結
- 笹倉杏の杏バランストーク  - 公式ブログ（2016年1月19日 - 2019年3月9日【最終更新】）
- Twitter 緒川はる(元笹倉杏) （页面存档备份，存于）
- 緒川春的Instagram帳戶
- YouTube上的あーんちゃんネル頻道